# 3e division de fusiliers motorisés de la Garde
Pour les articles homonymes, voir 3e division.
La 3e division de fusiliers motorisés de la Garde est une unité d'infanterie de l'Armée soviétique.
Elle est créée en septembre 1941 sous le nom de 3e division de fusiliers de la Garde, par renommage de la 153e division de fusiliers elle-même mise sur pied en août 1940. Elle est renommée 3e division de fusiliers motorisés de la Garde en 1957 et dissoute en 1993.

## Historique

### 153edivisionde fusiliers
La 153e division de fusiliers est créée en août 1940 dans la ville de Sverdlovsk. En juin 1941, la division est redéployée à Vitebsk dans le district militaire spécial de l'Ouest et rattachée au 62e corps de fusiliers de la 22e armée. Le 4 juillet 1941, selon la directive n°16 du commandant du front de l'Ouest, la division est réaffectée au 69e corps de fusiliers de la 20e armée. Elle est engagée au combat le lendemain.
À ce moment, la division a la composition suivante : 
- 435e, 505e et 666e régiments de fusiliers
- 565e régiment d'artillerie légère
- 581e régiment d'artillerie d'obusiers
- 150e groupe (divizion) de défense antichar
- 460e groupe d'artillerie antiaérienne
- 238e bataillon de reconnaissance
- 208e bataillon du génie
- 297e bataillon de communications
- 362e bataillon médico-sanitaire
- 7e compagnie de défense chimique
- 193e compagnie de transport automobile
- boulangerie de campagne
- hôpital vétérinaire divisionnaire.

Du 2 juillet au 5 août, la division fortifie puis défend la zone au sud-ouest de la ville de Vitebsk, échappant finalement à l'encerclement allemand. Du 6 au 22 août, la division est engagée sur les rives du Dniepr, notamment sur la tête de pont dans la région de Ratchino, Lyakhovo et Golovino. Du 22 août au 6 septembre, la division a mené des opérations de combat dans la zone de la cote 249.9 sur la rive est du Dniepr, puis sur la rive ouest.
Du 6 au 20 septembre, la division passe dans la réserve de la 20e armée, puis dans la réserve de la Stavka. Elle est recomplétée dans la ville de Kalinine.
Le 18 septembre 1941, par l'arrêté n°308 du commissaire du peuple à la Défense, la 153e division de fusiliers est rebaptisée 3e division de fusiliers de la Garde.

### La3edivisionde fusiliers de la Garde pendant la Seconde Guerre mondiale
La division reçoit la titre honorifique « de Volnovakha » (en russe : Волновахская, Volnovakhskaïa) le 10 septembre 1943 en honneur de la libération de cette ville. Le 24 avril 1944, la division est décorée de l'ordre du Drapeau rouge.
La division reçoit l'ordre de Souvorov, 2e classe, le 5 avril 1945.

### La3edivisionde fusiliers de la Garde après-guerre
À l'été 1945, la division rejoint Velikié Louki avec le 13e corps de fusiliers de la Garde. Elle est transformée en 13e brigade de fusiliers de la Garde à l'été 1946 et passe au 11e corps de la Garde du district militaire de Moscou, à Opotchka,,.
La 13e brigade redevient la 3e division en octobre 1953. En mai 1956, la division quitte Opotchka et rejoint le district militaire balte, à Klaipėda.

### 3edivisionde fusiliers motorisés de la Garde
La 3e division de fusiliers de la Garde est transformée le 25 juin 1957 en 3e division de fusiliers motorisés de la Garde.
Le 12 octobre 1989, la division passe sous le commandement de la flotte de la Baltique . Jusqu'au 3 janvier 1990, elle porte le nom de 282e division de défense côtière de la Garde, avant de reprendre le numéro 3.
Elle est dissoute le 1er septembre 1993.